# Правовая система Российской Федерации

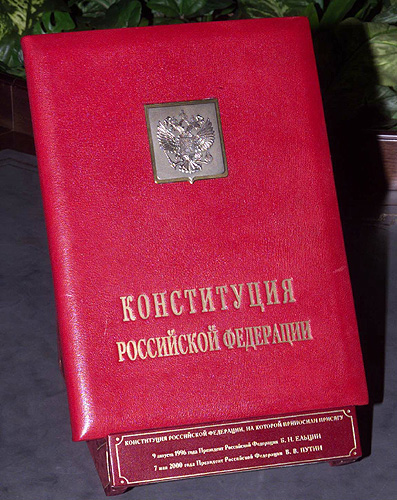
Издание с оригинальным текстом Конституции России

Правовая система Российской Федерации — совокупность действующих в Российской Федерации правовых норм, институтов, источников права, а также механизмов их реализации и защиты. Включает в себя как внутренние элементы (законодательство, судебную практику, правовую доктрину и правовую культуру), так и внешние — международные правовые обязательства, признанные Россией. 
Российская правовая система формируется на основе Конституции Российской Федерации, декларирующей верховенство закона, разделение властей и приоритет прав и свобод человека и гражданина. Конституция является первоисточником права в России, принципам которой должны соответствовать все остальные правовые нормы. Любой правовой акт, противоречащий конституции, признаётся недействительным в части противоречащих норм и должен быть либо отменён, либо изменён.
Другими источниками права помимо конституции в Российской Федерации являются: федеральные конституционные законы, федеральные законы, указы и распоряжения президента, постановления и распоряжения правительства, ведомственные акты федеральных органов исполнительной власти, конституции (уставы) субъектов РФ, законы субъектов РФ, акты органов исполнительной власти субъектов РФ, акты органов местного самоуправления; также к источникам права относятся международные договоры и соглашения, если они были в установленном порядке ратифицированы. 
Согласно Индексу верховенства права (Rule of Law Index), составляемому организацией World Justice Project, с 2020 года в России наблюдается устойчивое ухудшение ситуации с верховенством права. В 2023 году Россия занимала 113-е место в мире из 142 оцениваемых стран по уровню верховенства права, наряду с такими странами, как Нигер, Либерия, Сьерра-Леоне и Гватемала. Лучший показатель у России по критерию «Порядок и безопасность» (101-е место, 66 баллов из 100), а худший — «Уголовное правосудие» (127-е место, 29 баллов из 100).

## История правовой системы
Во второй половине 1980-х — первой половине 1990-х годов в Российской Советской Федеративной Социалистической Республике началось построение новой правовой системы. В годы перестройки через многочисленные поправки к Конституции РСФСР 1978 года было осуществлено признание политического плюрализма и многопартийности, принципа разделения властей, частной собственности и свободы предпринимательства. 12 июня 1990 года была принята Декларация о государственном суверенитете РСФСР, а 22 ноября 1991 года — Декларация прав и свобод человека и гражданина. С распадом СССР в 1991 году было связано окончательное установление современного суверенного Российского государства. 12 декабря 1993 года всенародным голосованием была принята новая Конституция Российской Федерации.
В целом же, по мнению доктора юридических наук, профессора Владимира Николаевича Синюкова история российской правовой системы среди прочего может быть периодизирована по «государственному» признаку:
- IX—XIII вв. — период становления, соответствует древнерусскому земскому государству;
- XIV—XVII вв. — правовая система Московского государства;
- XVIII—начало XX века — становление и развитие правовой системы Российской империи;
- 20—80-е XX в. — советская правовая система;
- конец XX — начало XXI в. — постсоветская правовая система.

В культурно-историческом же измерении российская правовая система может быть подразделена на пять этапов:
- V—XIII вв. — традиционно-обычная правовая система;
- XIII—XVII вв. — русское классическое право;
- XVIII в. — кризис русского национального права;
- XIX — начало XX вв. — культурно-национальная модернизация российского права;
- XX — начало XXI вв. — российская правовая реформация.

## Система российского права
Система российского права является одним из элементов «правовой системы» и является отражением структуры права. С её помощью накопленная социальная информация размещается (с помощью законодателя и иных субъектов) по строго определённым местам — нормам, отраслям, институтам. Пользуясь ею, правоприменитель легко подбирает подлежащую применению норму. При этом связь между нормами, отраслями и институтами может быть:
- причинно-следственной — одна норма предусматривает наличие другой нормы;
- функциональной — субъективное право/обязанность предполагает взаимодействие норм/институтов;
- внешней — одна норма становится частью единого института;
- внутренней — обслуживающей вертикальные и горизонтальные структуры права.

В целом, отмечается, что система права обеспечивает синергетический регуляторный эффект, обеспечивает стабильность правового регулирования при реформах права и служит механизмом преемственности правового прогресса, сохраняя для новых поколений выработанные многовековой практикой юридические структуры.
Наиболее крупный элемент системы российского права — отрасль права, как совокупность правовых норм, регулирующих определённую сферу общественных отношений. С точки зрения романской традиции структуризации права внутри отрасли располагаются институты, как совокупность правовых норм, которые воздействуют на определённый вид однородных общественных отношений. В российской системе права институты подразделяются на:
- отраслевые и межотраслевые;
- материальные и процессуальные;
- регулятивные и охранительские;
- простые и комплексные (или субинституты).

Для разграничения на отрасли традиционно используют предмет правового регулирования, как основной материальный критерий, и метод правового регулирования, как дополнительный юридический критерий. Таким образом, российская структура права по мнению В. Н. Синюкова (2010) имеет актиноморфные черты, то есть комбинации методов и предметов правового регулирования могут формировать самые различные законодательные комплексы без ограничений, характерных для немецкого и французского права. Именно из-за этого по мнению В. Н. Синюкова (2010) деление отраслей по методу (императивный или диспозитивный) регулирования достаточно условно, а классическое (римское) деление на публичное и частное право практического значения не получило.
Согласно мнению В. Н. Синюкова (2010) в российской правовой системе традиционно можно выделить: конституционное (государственное) право, гражданское право, административное право, уголовное право, гражданско-процессуальное право, уголовно-процессуальное право, аграрное право, земельное право, трудовое право, семейное право, финансовое право, уголовно-исполнительное право.

## Иерархия источников права
В работе доктора юридических наук Владимира Алексеевича Толстика от 2002 года представлена иерархия законов в Российской Федерации:
- 1-й уровень — глава 1 Конституции;
- 2-й уровень — глава 2, 9 Конституции;
- 3-й уровень — глава 3, 4, 5, 6, 7, 8 Конституции;
- 4-й уровень — законы, принятые на референдуме;
- 5-й уровень — федеральные конституционные законы;
- 6-й уровень — федеральные кодифицированные законы;
- 7-й уровень — федеральные законы, наделенные законодателем приоритетом перед иными законами;
- 8-й уровень — федеральные законы, не имеющие приоритета перед другими законами.

А подзаконные акты выстраиваются следующим образом:
- 1-й уровень — нормативные указы Президента, нормативные постановления Госдумы, нормативные акты Центробанка, инструкции ЦИК;
- 2-й уровень — нормативные постановления Правительства;
- 3-й уровень — нормативные акты федеральных органов исполнительной власти, принятые совместно или по согласованию;
- 4-й уровень — нормативные акты федеральных органов исполнительной власти, принятые в рамках надведомственных полномочий;
- 5-й уровень — иные нормативные акты федеральных органов исполнительной власти.

Отмечается, что иерархия законов и подзаконных актов в субъектах Российской Федерации повторяет федеральную. При этом в вопросе применения актов федерации и субъектов федерации решение зависит от статуса предмета ведения (исключительное или совместное), который регулируется данными актами.
Отдельно В. А. Толстик рассматривает иерархию источников международного права и вертикальных структур федерального законодательства:
- 1-й уровень — Конституция;
- 2-й уровень — федеральные конституционные законы;
- 3-й уровень — международные договоры, ратифицированные в форме федерального закона (с учётом его уровня в федеральной иерархии);
- 4-й уровень — международные договоры, согласие на обязательность которых выражено Президентом;
- 5-й уровень — нормативные указы Президента;
- 6-й уровень — международные договоры, согласие на обязательность которых выражено Правительством;
- 7-й уровень — нормативные постановления Правительства;
- 8-й уровень — международные договоры межведомственного характера по отношению актам этого ведомства;
- 9-й уровень — нормативные акты соответствующих ведомств.

## Оценки состояния
| Год  | Место (из числа стран) | Балл (из 100) | Динамика балла |
| ---- | ---------------------- | ------------- | -------------- |
| 2015 | 75/102                 | 47            |                |
| 2016 | 92/113                 | 45            | -2             |
| 2017 | 89/113                 | 47            | +2             |
| 2018 | 89/113                 | 47            | 0              |
| 2019 | 88/126                 | 47            | 0              |
| 2020 | 94/128                 | 47            | 0              |
| 2021 | 101/139                | 46            | -1             |
| 2022 | 107/140                | 45            | -1             |
| 2023 | 113/142                | 44            | -1             |

Чем ниже меньше балл, тем ниже место, и, соответственно, хуже состояние верховенства права в стране.